# Warneckea reygaertii
Warneckea reygaertii är en tvåhjärtbladig växtart som först beskrevs av De Wild., och fick sitt nu gällande namn av Jacq.-fél.. Warneckea reygaertii ingår i släktet Warneckea och familjen Melastomataceae. Inga underarter finns listade i Catalogue of Life.